# Pimoa mephitis
Espèce
Pimoa mephitis est une espèce d'araignées aranéomorphes de la famille des Pimoidae.

## Distribution
Cette espèce est endémique de Californie aux États-Unis,. Elle se rencontre dans les monts Marble dans le comté de Siskiyou.

## Description
La femelle holotype mesure 10,4 mm.

## Publication originale
- Hormiga, 1994 : A revision and cladistic analysis of the spider family Pimoidae (Araneoidea: Araneae). Smithsonian Contributions to Zoology, no 549, p. 1-104 (texte intégral).